# Tændingslås
En tændingslås er en lås, som forhindrer uautoriseret benyttelse af en bil eller andet motorkøretøj.

## Funktion
Forbrændingsmotorer, specielt benzinmotorer, er udstyret med et elektrisk tændingssystem. Er dette afbrudt, er motoren slukket og kan ikke startes.
Dieselmotorer har derimod ikke noget tændingssystem, mens betegnelserne tænding, tændingsnøgle og tændingslås alligevel benyttes. Når tændingslåsen betjenes, åbner en magnetventil for brændstoftilførslen, så motoren kan startes. Når tændingen afbrydes, spærrer magnetventilen brændstoftilførslen og standser motoren.

## Nøglestillinger
Tændingslåsen har som oftest flere funktioner (se stillingerne på billedet):
- LOCK (på franske biler S, på italienske biler STOP): Ratlås, rattet spærret ved udtaget nøgle.
- ACC (accumulator) (på franske biler A): Strøm fra batteriet tilsluttet til f.eks. bilradio. Findes ikke i alle bilmodeller.
- ON (på franske biler M, på italienske biler MAR): Tænding og elektrisk system tilsluttet.
- START (på franske biler D, på italienske biler AVV): Startmotor tilsluttet (fjederbelastet stilling).

I mange tændingsnøgler er der indbygget en transponder, som styrer startspærren.
| Stub | Spire Denne bilrelaterede artikel er en spire som bør udbygges. Du er velkommen til at hjælpe Wikipedia ved at udvide den. |